# Фантазії Фарятьєва
«Фантазії Фарятьєва» (рос. «Фантазии Фарятьева») — радянський художній двосерійний телефільм режисера Іллі Авербаха, знятий на кіностудії «Ленфільм» у 1979 році за мотивами однойменної п'єси Алли Соколової.

## Сюжет
Події фільму відбуваються в провінційному радянському містечку. Головна героїня Олександра, яка щойно пережила розрив з коханою людиною, змушена заробляти приватними музичними уроками. В її житті з'являється лікар-стоматолог Павло Фарятьєв, дивакуватий і незграбний чоловік. Він зізнається Олександрі в любові. Мати й молодша сестра Олександри наполягають на тому, що вона повинна вийти за нього заміж, але вона ніяк не може знайти душевну рівновагу і вирішити, як жити далі. Але Павло вражає уяву Олександри своїми теоріями про те, що люди страждають від того, що є нащадками прибульців з іншого світу і болісно шукають спосіб повернутися назад. Згоду на шлюб практично отримано, але наступного дня Олександру відвідує той, з ким вона порвала. Забувши про Фарятьєва, Олександра йде з тим, кого любила раніше. Прийшовши Павло не застає її і змушений разом із сестрою Олександри Любою обманювати мати, що дочка скоро прийде — у неї хворе серце і вона не зможе пережити новини, що дочка пішла з людиною, котра заподіяла їй стільки страждань. Фарятьєв тримається з останніх сил — своє життя він вважає зруйнованим і навіть не чує, як зізнається йому в любові Люба.

## У ролях
- Марина Нейолова —  Олександра, вчителька музики
- Андрій Миронов —  Фарятьєв Павло Павлович, зубний лікар
- Зінаїда Шарко —  мати Олександри і Люби
- Лілія Гриценко —  тітка Фарятьєва
- Катерина Дурова —  Люба, сестра Олександри
- Максим Бритвенков —  хлопчик

## Знімальна група
- Сценарій і постановка — Іллі Авербаха
- Головний оператор — Дмитро Долинін
- Головний художник — Володимир Свєтозаров
- Композитор — Альфред Шнітке